# Vincenzo Mezzogiorno
Vincenzo Mezzogiorno (San Sebastiano al Vesuvio, 12 maggio 1926 – Napoli, 14 agosto 2001) è stato un medico e politico italiano.

## Biografia
Fratello dell'attore Vittorio Mezzogiorno (1941-1994), era anatomopatologo e docente universitario.
È stato deputato con la Democrazia Cristiana per la VII legislatura, in cui fu componente della VIII Commissione (Istruzione e Belle Arti). Visse e svolse attività professionale nel suo paese di origine Cercola,suo allievo prediletto ed erede fu il dott. Vincenzo Silvano (già suo assistente universitario). Si trasferisce ad inizio anni settanta a Napoli, lasciando sempre inalterato il cordone con la città di origine.